# Дом културе „3. октобар” Банатско Ново Село
Дом културе „3. октобар” је градска установа Панчева за развој културе и уметности и један од најнаграђиванијих културних домова на територији града Панчева и шире. Налази се у улици Маршала Тита 73, у Банатском Новом Селу.

## Историјат
Дом културе „3. октобар” је основан Решењем НО општине Банатско Ново Село 14. октобра 1958, а за првог директора је именован учитељ Павел Благоје. Библиотека је једна од првих делатности Дома културе, формирана је од књига које су поклонили припадници Југословенске народне армије који су дошли у посету Банатском Новом Селу и том приликом поклонили орман пун књига који се сада налази у библиотеци. На орману и сада стоји метална плоча на којој је написана посвета. Књиге је библиотеци поклонио и Месни комитет омладине, синдикалне организације и Месни комитет Савеза комуниста Југославије. Пре формирања Дома културе као посебне институције културно–забавни живот се одвијао у оквиру културно–просветних друштава „Валерију Докна” и „Жарко Зрењанин” који су обухватали секције: драмску, заједнички хор, заједнички оркестар, фолклорне групе и фанфару која је припадала „Валерију Докни”. Оснивањем Дома културе ова друштва су добила нормалне услове за рад, просторије, намештај, огрев, светло и друго. Такође, ова културно–уметничка друштва су 6. априла 1953. омогућила организовање скупштине Култуног савеза Румуна Војводине у Банатском Новом Селу. У оквиру Скупштине је одржана и културно–уметничка приредба на којој су учествовали аматери из Јанков Моста, Вршца, Глогоња, Уздина, фанфаре из Месића и Банатског Новог Села и оперски певач из Срба.
Одмах по оснивању Дома културе једна од његових првих делатности је била омогућавање биоскопских представа. У прво време су се давале четири пута недељно: средом, четвртком, суботом и недељом, а приказивала су се по два филма недељно. Савремени кинопројектор „Искра” је купљен 1959. године и данас се користи. Од 1970. се филмске представе приказују сваког дана сем понедељка. Садржали су и аматерске секције, српскохрватску и румунску фолклорну секцију, забавни и народни оркестар, певаче солисте и групе, српско–хрватске и румунске драмске секције, Народни универзитет у оквиру кога су се организовала предавања разне врсте, курсеви за возаче, курсеви шивења и кројења и радио станицу 1970. године. У просторијама Дома културе су се одржавали састанци друштвено–политичких организација па је представљао културно–просветно, политичко и друштвено место збивања. Организовали су гостовање познатих естрадних уметника, оркестара и солиста Радио Београда, Новог Сада и других културних манифестација, фолклорних ансамбла и солиста из Србије и Социјалистичке Републике Румуније. Организовали су и гостовања професионалних позоришта из Зрењанина, Вршца, Атељеа младих из Панчева и већег броја позоришних група из Социјалистичке Републике Румуније. Године 1974. су били и домаћин XИВ Фестивала музике и фолклора „Румуна Војводине” на којој су учествовали скоро сви ансамбли Румуна из Војводине. Са својом драмском секцијом на румунском језику су учествовали на скоро свим смотрама „Позоришних дана Румуна Војводине” у Алибунару. Са аматерским секцијама сваке године учествују на смотрама које организује Културно–просветна заједница општине Панчево. Године 1977. је њихов фолклорни ансамбл увршћен међу петнаест најбољих фолклорних група Војводине и на фестивалу су добили бронзану плакету. У то време су имали седам радника у редовном радном односу: управника, библиотекара, књиговођу, кинооператера, музичара, домара–благајника и цепача карата–редара. Данас фолклорна секција броји више од двеста чланова заједно са фолклорним групама, народним оркестром, певачком групом, балетом и ликовном секцијом и више од триста стално активних чланова. Садрже фолклорну секцију са првим ансамблом, ракреативном групом и женском певачком групом, Народни оркестар „Бнс”, библиотеку, Музеј – Етно соба основан 2002, ликовну и драмску секцију и балет. Алтернативни културни клуб (АКК) је основан 2000. и при Дому културе је радио до 2013. године, када је и угашен.